# Maheshpur (upazila)
Pour les articles homonymes, voir Maheshpur.
Maheshpur (en bengali : মহেশপুর) est une upazila du Bangladesh dans le district de Jhenaidah. En 1991, on y dénombrait 296 248 habitants.